# 北克拉沃
北克拉沃是哥倫比亞的城鎮，位於該國東北部，由阿勞卡省負責管轄，始建於1538年，面積5,221平方公里，海拔高度92米，2005年人口2,970，人口密度每平方公里0.57人。
6°18′N 70°12′W / 6.300°N 70.200°W